# Harald Schumacher
Harald Anton "Toni" Schumacher (Düren, 6 de março de 1954) é um ex-futebolista e técnico de futebol alemão que defendeu a seleção da Alemanha Ocidental nas copas de 1982 e 1986.

## Biografia

### Carreira por clubes
Durante a maior parte de seus 24 anos de carreira (de 1972 a 1996, com uma interrupção entre 1992 e 1995, quando trabalhou como treinador de goleiros), Schumacher obteve maior destaque com a camisa do Colônia, onde realizou 422 partidas até 1987, tendo conquistado três vezes a Copa da Alemanha (1977, 1978 e 1983) e a Bundesliga de 1977-78.
Em 1987, após declarações polêmicas em sua autobiografia, intitulada "Anpfiff" (chegando inclusive a afirmar que 90% dos jogadores da Bundesliga atuavam dopados), o goleiro, que já sofria a concorrência do jovem Bodo Illgner, acabaria sendo preterido de vez do clube, mudando-se para o Schalke 04. Antes de ir para o clube de Gelsenkirchen, especulava-se que Schumacher fosse contratado pelo Palmeiras. Em sua única temporada no Schalke, foram 33 partidas até 1988, quando o goleiro assinou com o Fenerbahçe.
Nos Kanaryalar, conquistaria apenas um título: o Campeonato Turco de 1988-89. Em quatro anos no Fenerbahçe, disputou 65 jogos. De volta à já reunificada Alemanha, Schumacher assinou com o Bayern de Munique, onde realizou somente oito jogos antes de se aposentar pela primeira vez, em 1992. Voltaria ao Schalke 04 no mesmo ano, como treinador de goleiros, e exerceria a mesma função novamente no Bayern, entre 1993 e 1994.
Ainda em 1994, Toni retomou a carreira de jogador no Borussia Dortmund, onde também foi treinador de goleiros. Penduraria as chuteiras definitivamente em 1996, com mais um título: a Bundesliga de 1995-96 - primeira (e única) conquista do goleiro na Alemanha reunificada. Sua despedida foi na vitória por 3 a 2 sobre o Freiburg, entrando no lugar de Wolfgang de Beer aos 43 minutos do segundo tempo.

## Carreira de treinador
Além de ter exercido funções de treinador de goleiros no Bayern de Munique, Schalke 04 e Borussia Dortmund, Schumacher teve sua única experiência como técnico de futebol em 1998, comandando o Fortuna Köln, de onde sairia no ano seguinte.
A última equipe em que o ex-goleiro trabalhou como integrante de comissão técnica foi o Bayer Leverkusen, entre 2001 e 2003, novamente como treinador de goleiros. Hoje é vice-presidente do Colônia, além de ter trabalhado como assessor da Federação Alemã de Futebol.

### O incidente com Battiston

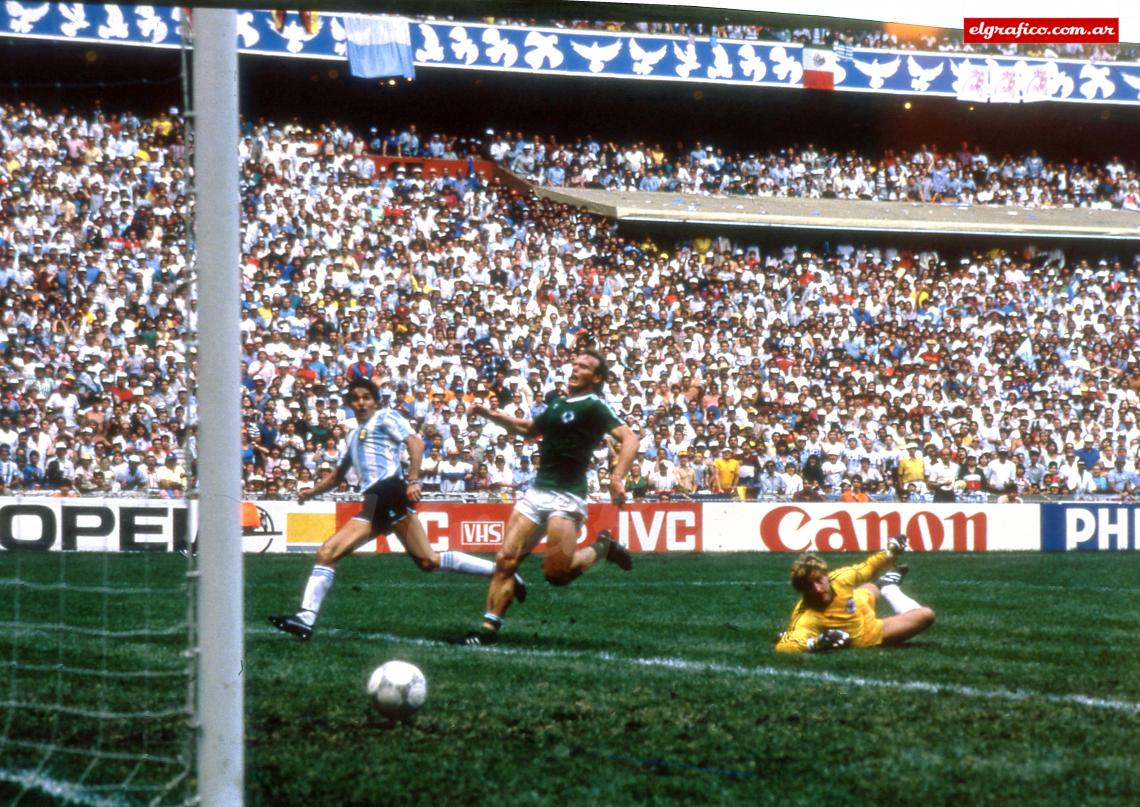
Final da Copa de 1986, no México: Schumacher, já vencido, observa a bola chutada por Burruchaga (esq.), o terceiro da Argentina, que vence por 3-2

Apesar de ter sido um dos maiores goleiros dos anos 80, vitorioso na Eurocopa de 1980, bom defensor de pênaltis em Copas e duas vezes finalista do torneio, Schumacher é mais lembrado por protagonizar uma das agressões mais violentas já vistas em uma Copa do Mundo, ao acertar violentamente o meia francês Patrick Battiston, na Copa de 1982. Este, que acabara de entrar no jogo no lugar de Bernard Genghini, estava pronto para marcar, após lançamento de Michel Platini, quando o goleiro saiu com tudo para tentar abafar o lance. Battiston até conseguiu tocar a bola, mas foi atingido violentamente por Schumacher com uma joelhada no crânio. A bola acabou indo para fora. O francês, porém, caiu desacordado instantaneamente após a entrada do goleiro. Teve de receber atendimento médico já dentro de campo e posteriormente no vestiário.
Harald Schumacher, após o lance, ficou fazendo uma sessão de alongamento, pois o jogo ainda não havia acabado. O francês jazia pálido no chão, e seus colegas não sentiam seu pulso, chegando a achar que tinha morrido. Incrivelmente, o árbitro do jogo, o holandês Charles Corver, não deu ao goleiro alemão sequer um cartão amarelo e deu tiro de meta. Felizmente, apesar de ter passado duas semanas internado em um hospital local, as lesões em Battiston foram uma concussão cerebral, fratura de duas vértebras (que não deixaram sequelas) e à perda de três dentes, posteriormente restaurados. Totalmente recuperado, Battiston voltou a jogar ainda no mesmo ano.
Esta história ficou marcada pelos gestos de cavalheirismo que se seguiram a ela. Battiston declarou publicamente que perdoara o goleiro, que declarou à imprensa que se comprometia a pagar pelo tratamento de Battiston caso o mesmo tivesse alguma sequela. Posteriormente, foi convidado para o casamento do francês após a Copa, e foi gentilmente recebido.
O jogo terminou 1 a 1, e foi para a prorrogação. No tempo extra os franceses venciam por 3 a 1, até que o espírito alemão entrou em campo, e Fischer e Rummenigge empataram. O jogo foi para os pênaltis, e Schumacher defendeu a última cobrança, levando sua seleção para a final. Em entrevistas, entretanto, Zinédine Zidane e Youri Djorkaeff ainda condenam o jogador alemão pelo ato que cometeu contra Battiston. O goleiro explicaria em sua autobiografia, que a principal razão para não ver as condições de Battiston foi a presença de jogadores ao redor do meia, que fizeram gestos ameaçadores para Schumacher.

## Autobiografia, polêmica sobre doping e consequências
Antes de encerrar a carreira, lançou um livro em que denuncia a prática de doping nos clubes e na seleção da Alemanha durante seus tempos de jogador, história essa que foi confirmada por seu ex-colega Paul Breitner. Tais denúncias contidas em "Anpfiff" fizeram com que Toni acabasse expulso da seleção alemã em 1987, dando lugar a Eike Immel e, posteriormente, Illgner, seu sucessor no gol do Colônia.

## Títulos
1. FC Köln
- DFB-Pokal: 1976–77, 1977–78 e 1982–83
- Bundesliga: 1977–78

Borussia Dortmund
- Bundesliga: 1995–96

Fenerbahçe
- Campeonato Turco: 1988–89

Alemanha
- Eurocopa: 1980

### Prêmios individuais
- Futebolista Alemão do Ano: 1984 e 1986
- Equipe do Torneio da Eurocopa: 1984
- Bola de Prata da Copa do Mundo FIFA: 1986
- Futebolista Turco do Ano: 1988 e 1989